# طرثثيات
طُرْثُثِيَات (الاسم العلمي: Balanophoraceae)، فصيلة شبه استوائية إلى استوائية من النباتات المُزهرة الطفيلية، وتتميز بتطورها غير العادي وانتماءاتها الغامضة سابقًا. في أوسع نطاق لها، تتكون الفصيلة من 16 جنسًا. وأحيانًا، تُقسم ثلاثة أجناس منه إلى فصيلة منفصلة Mystropetalaceae.
توجد هذه النباتات عادًة في الغابات الداخلية الرطبة وهي تنمو على جذور الأشجار ولها نورة زهرية فوق سطح الأرض مع ومظهرها العام يشبه الفطر، وتتكون من العديد من الزهور الدقيقة. تتطور النورات داخل الجزء الدرني الموجود تحت الأرض، قبل أن تنفجر وتطفو على السطح. وهي نباتات أحادية المسكن، أو ثنائية المسكن، والثمارها نويات مطبقة أو جوزية. الجزء الموجود تحت الأرض، والذي يلتصق بالمضيف، يشبه الدرنة، وليس نظام جذر تام. وهي نباتات لا تحتوي على اليخضور. Balanophora تعني "حامل البلوط" (من شكل الإزهار الأنثوي).